# Fernando Martínez (escritor)
Fernando Martínez (17 de septiembre de 1979) es dramaturgo, productor y director de teatro y televisión venezolano.

## Inicios en el teatro.
Fernando Martínez, es la tercera generación de una familia de artistas que inicia su historia desde principios de siglo en Chile, bajo el nombre de: Compañía Teatral Lily Álvarez Sierra. Y se mantiene creciendo, a temprana edad inicia su carrera en las tablas con apenas seis años, interpretando “Mowgli el niño indio del Libro de la Selva” de Rudyard Kipling, bajo la Dirección de César Sierra, en el año 1985, prosiguió con la interpretación de “Ringo” en la versión musical del “Submarino Amarillo” en el año 1990, ambas presentadas en el Teatro las Palmas. Descubriendo su verdadera pasión el teatro y las artes.

## Estudios
Fernando Martínez, se retira un tiempo de las tablas para seguir sus estudios formales, obteniendo el título de: Licenciado Publicidad en la Universidad Alejandro de Humboldt. sin abandonar su carrera artística consiguiendo una especialización en: Radio, Cine y televisión (Escinetv - Macrisca), apoyado su formación con distintos cursos como: Desglose de Guion de Televisión con Abigail Trouches y Dramaturgia Televisiva con César Sierra, también estudia Dirección de Televisión y Semiótica audiovisual con Román Chalbaud.

## Primeros Trabajos
Fernando Martínez, inicia su carrera como director en el año 2006, de la mano de Román Chalbaud, siendo Director asistente 2, en la película “El Caracazo” en el año 2005, para el año 2006 realiza su primer corto “La Guerra por Napoleón” con el que obtiene el primer lugar en el concurso de cortometrajes del Instituto Nacional de la Juventud. En la televisión trabajo para la productora Laura Visconti, en la telenovela “Si me miran tus ojos”, donde se destacó como Coordinador de estudio (asistente de dirección), también participó en el programa "Ritmo Sabor y Tierra" como Coordinador de Exteriores (asistente de dirección) durante los años 2006 a 2009.  Sin abandonar su verdadera pasión el teatro, donde se mantiene como productor teatral de varios espectáculos.

## Dramaturgo
Fernando Martínez inicia su carrera como dramaturgo cuando tiene sus primeras oportunidades en la importante serie televisiva Juvenil “Con toda el alma” abriéndose así camino en un campo donde conseguiría su carrera profesional.  Destacándose en programa televisivos como “Noche de perros” y “Dexiree el Ángel de los niños”, en la telenovela “Gato Tuerto” donde formó parte del equipo de escritores todas transmitidas por el Canal Televen y en la teleserie.
Estas son solo el comienzo de una larga línea de éxitos en el medio televisivo.  Se destaca como guionista del importante programa Infantil Venezolano “Consentidos Estrellas” de Televen, donde trabaja los tres primero años de este, logrando crear secciones novedosas en un formato activo y dinámico para niños, actualmente forma parte del grupo de escritores de la teleserie “Escándalos” y "Prueba de Fe" para la productora Vip2000tv, que es trasmitida en Miami, Los Ángeles, Panamá y Venezuela.

## Dramaturgia
| Año        | Nombre                        | Descripción                                                                  |
| ---------- | ----------------------------- | ---------------------------------------------------------------------------- |
| 2005       | Con toda el Alma              | Teleserie juvenil                                                            |
| 2006       | Pancho                        | Telenovela (sin producir)                                                    |
| 2007       | Gato tuerto                   | Telenovela trasmitida por Televen                                            |
| 2007-2009  | Dexiree El ángel de los niños | Programa Infantil trasmitido por Venevisión                                  |
| 2010       | Noche de Perros               | Programa de entrevistas para adultos trasmitida por Televen                  |
| 2013-20016 | Consentidos Estrellas         | Programa infantil Trasmitido por Televen.                                    |
| 2016       | Escándalos                    | Unitarios capitular trasmitida en varios países más de 20 capítulos escritos |
| 2017       | Prueba de Fe                  | Unitarios capitular trasmitida en varios países más de 10 capítulos escritos |

## Premios
Durante los años 2014 y 2017 ha sido premiado en varias oportunidades por importantes instituciones como lo son el Mara de Oro y el cacique de oro. Así como varias nominaciones en género micro teatro por sus obras "Friendzone" y "Felices para siempre".
| Año  | Premio                              | Categoría                                                                     |
| ---- | ----------------------------------- | ----------------------------------------------------------------------------- |
| 2014 | Cacique de Oro.                     | Ganador Mejor escritor para un programa Infantil “Consentidos Estrellas”      |
| 2016 | Micro Teatro de un cuarto Venezuela | Nominado mención Mejor Dramaturgia por la obra “Friendzone”                   |
| 2016 | Micro Teatro de un cuarto Venezuela | Nominado Mejor Dramaturgia por la obra “Felices por siempre”                  |
| 2017 | Cacique de oro                      | Ganador Mejor escritor con proyección internacional “Escándalos Prueba de fe” |
| 2017 | Mara de oro                         | Escritor Revelación del año por los programas Escándalos y Prueba de fe.      |